# Paul Depaepe
Paul Gérard Maria De Paepe (nascido em 12 de outubro de 1931) é um ex-ciclista belga. Competiu na perseguição por equipes de 4 km nos Jogos Olímpicos de Verão de 1952, terminando em quinto lugar. Na estrada, ele competiu em vinte e três corridas de seis dias, com o melhor resultado de segundo lugar na corrida de Antuérpia em 1959. Foi ciclista profissional de 1953 a 1965. É casado com Liane e teve um filho que morreu em 2001.